# Graved Lachs

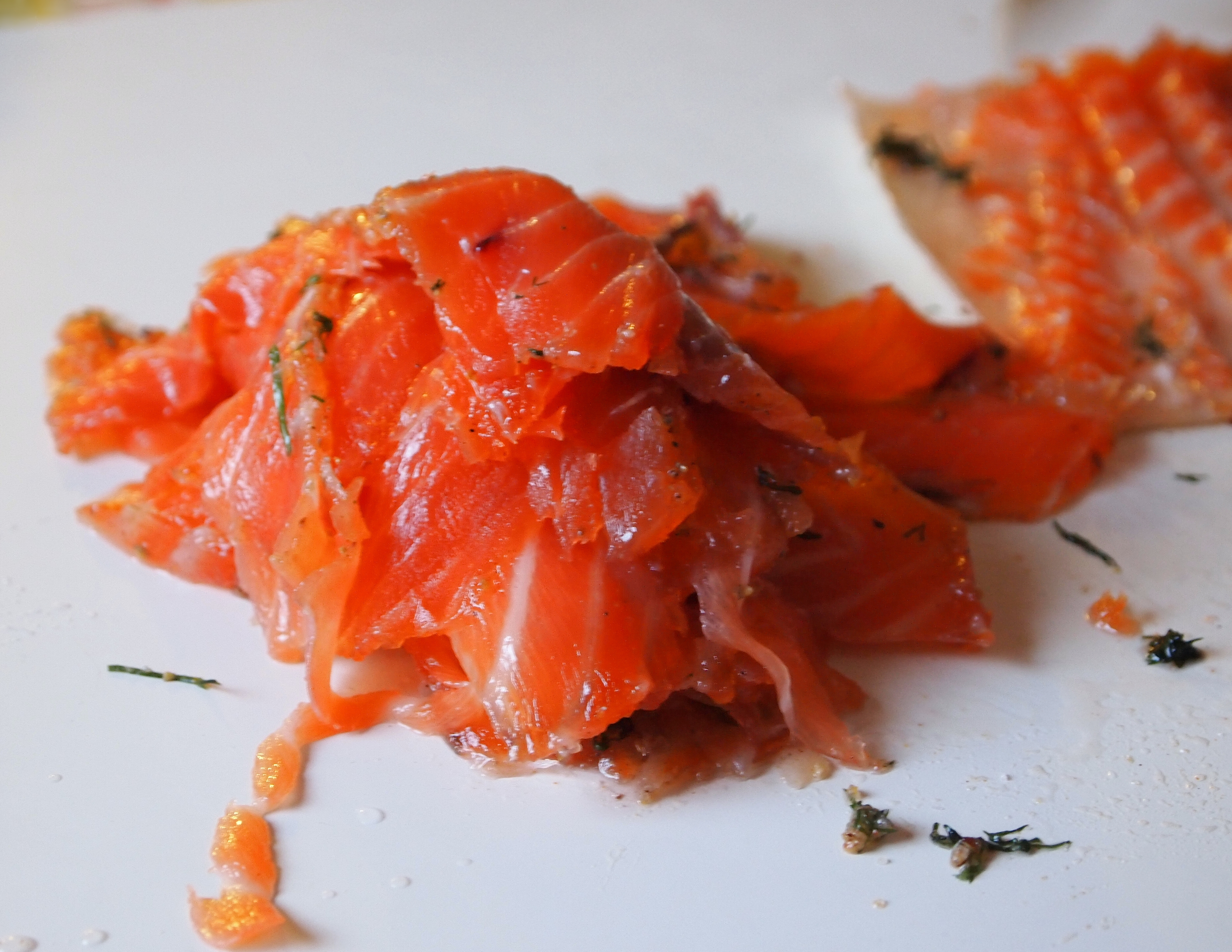
Graved Lachs (nach dem Beizen und der Reifung frisch vom Stück geschnittene Scheibchen)

Graved Lachs (von schwedisch gravad lax, so auch dänisch gravad laks, norwegisch gravlaks, finnisch graavilohi) oder Gravlax bedeutet wörtlich „eingegrabener Lachs“ beziehungsweise sekundär in der heutigen Kochsprache „marinierter Lachs“. Die Methode, den frisch gefangenen Lachs leicht einzusalzen und zwecks Fermentation für einige Wochen oder Monate im Boden zu vergraben, um ihn haltbar zu machen, entwickelten die Skandinavier schon vor Jahrhunderten; das Wort gravlaks kann bis ins Jahr 1348 zurückverfolgt werden.
Die Fische wurden nach dem Ausnehmen mit Beizstoffen (trockene Salz-Zucker-Mischung mit Dill und eventuell weiteren Gewürzen und Kräutern) eingerieben und dann für mindestens drei Tage in Strand- oder Erdlöchern vergraben (dialektal schwedisch gravad) und mit Steinen beschwert. Durch den physischen Druck und den osmotischen Druck der Beize wird Wasser aus dem Lachsfleisch herausgezogen. Zugleich fermentiert der Fisch dabei etwas. Durch Trocknung und gutartige Fermentation finden andere, Fäulnis bewirkende Mikroorganismen keine guten Lebensbedingungen mehr, wodurch die längere Haltbarkeit erreicht ist. Früher wurde der Fisch auch für Monate in der Grube belassen, um ihn für die Wintermonate haltbar zu machen. Durch die lange Fermentationszeit entwickelt sich dabei ein starker Geruch. Ähnliche Zubereitungsweisen mit verschiedenen Fischarten sind in vielen Polargebieten verbreitet. Graved Lachs ist allerdings weder so trocken noch so lange haltbar wie der luftgetrocknete Stockfisch.
Heute wird der Fisch nicht mehr vergraben, sondern gekühlt einige Tage gereift. Dazu werden zwei Lachsfilets auf der Innenseite mit der Beizmischung eingerieben, aufeinandergelegt und mit einem Gewicht beschwert. Die Herstellung von Gravlaks ist eine der Haushaltsaufgaben, die üblicherweise von Männern durchgeführt werden. Eine Fermentierung findet wegen der Kälte nicht statt, und der Fisch wird bei der modernen Methode auch nicht ganz so trocken wie in der traditionellen Herstellung. Echter Graved Lachs wird nicht geräuchert, die Haltbarkeit wird allein durch das Beizen erreicht.
Vor dem Gebrauch wird die entstandene Salzlake abgegossen und das Fleisch saubergebürstet. Der Fisch wird dann in sehr dünne Scheiben geschnitten und als Vorspeise serviert. Zum Graved Lachs wird heute meist eine kalte, mit viel Dill hergestellte Senfsauce (dänisch rævesovs, schwedisch hovmästarsås, im deutschen Sprachraum auch als Graved-Lachs-Soße bekannt) oder Kartoffelsalat gereicht.